# 村田重治
村田 重治（むらた しげはる、1909年〈明治42年〉4月9日 - 1942年〈昭和17年〉10月26日）は、日本の海軍軍人。海兵58期。南太平洋海戦で米空母「ホーネット」攻撃後に戦死した。二階級特進により最終階級は海軍大佐。

## 経歴
1909年（明治42年）4月9日、長崎県南高来郡島原村新馬場に父円の次男として生まれる。村田家は士族で、祖父・重太郎は戊辰の役に兵士として参加している。重治の幼少時代は、成績は小学校、中学校ともに優秀だが、控えめで口数も少なくどちらかと言うと目立たなかったが、相撲と剣道は強かった。中学時代の渾名は「ガジ」であり、当時の級友によれば「決してガジガジの性格から来たものではなく、背が低くてがっしりしていたので、その感じから自然と“ガジ”という渾名が付いたものと思う」という。
旧制長崎県立島原中学校（現・長崎県立島原高等学校）を経て、1926年（大正15年）11月、海軍兵学校58期に入校。同期に江草隆繁、奥宮正武、中島正ら。兵学校では「ブツ」という渾名を付けられている。由来には諸説あり、いつもブーツ（搭乗員用の長靴）を履いているから、ブツ即ち男性の一物が異常に大きいから、仏のような人柄だったから、などがある。村田はラムネのラッパ飲みと水泳を得意としていた。1930年（昭和5年）11月海軍兵学校を卒業。1932年（昭和7年）4月、海軍少尉任官。
1933年（昭和8年）11月、霞ヶ浦海軍航空隊の飛行学生を拝命。海軍中尉任官。1934年（昭和9年）7月飛行学生卒業、館山海軍航空隊付。1935年（昭和10年）10月、空母「加賀」乗組。実家で縁談があり、従妹の矢内貞子と結婚。長女治子の眠る横で自慢の電気蓄音機で大好きなボレロなどのポピュラー音楽を聞いていたという。1936年（昭和11年）10月、霞ヶ浦海軍航空隊教官。教官時代の教え子に原田要がいる。村田は原田に対して「素直な気持ちが一番大事」と指導したという。12月、海軍大尉任官。

### 支那事変（日中戦争）

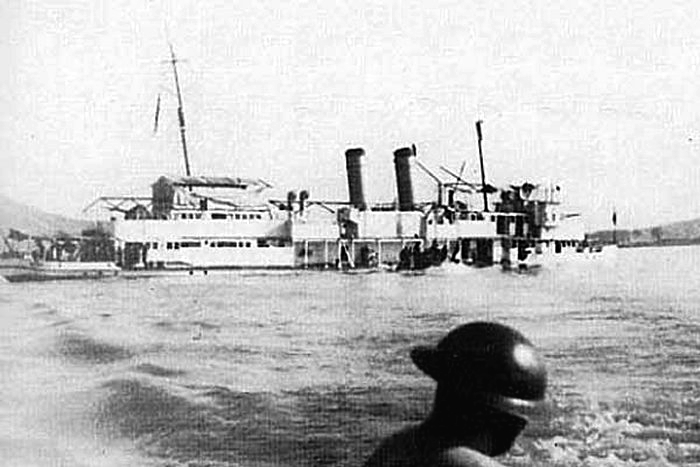
パナイ号事件で九六艦攻の爆撃を受け
沈没する「砲艦パナイ」

1937年（昭和12年）7月支那事変勃発、同年12月1日、十三空分隊長として上海の公大基地に着任、更に常州に進出した。
12月12日、村田は同期の奥宮正武とともに出撃し、パナイ号事件を起こした。村田の操縦する九六式艦上攻撃機と僚機で高度2500mからの水平爆撃の直撃弾でアメリカ海軍の河川砲艦「パナイ（USS Panay）」を撃沈した。村田はそのとき攻撃したのが中国船だと思っていたが、これが後に米艦であることがわかった。日本側はアメリカに誠意を以って陳謝したが、攻撃した村田にお咎めはなかった。
1938年（昭和13年）3月、第二連合航空隊の十二空の分隊長に着任。漢口攻撃に参加した。12月、空母「赤城」分隊長。1939年（昭和14年）6月、大分海軍航空隊分隊長。10月15日、横須賀海軍航空隊の海軍練習航空隊特修科高等学生を拝命。専修は雷撃科目。

### 大東亜戦争（太平洋戦争）

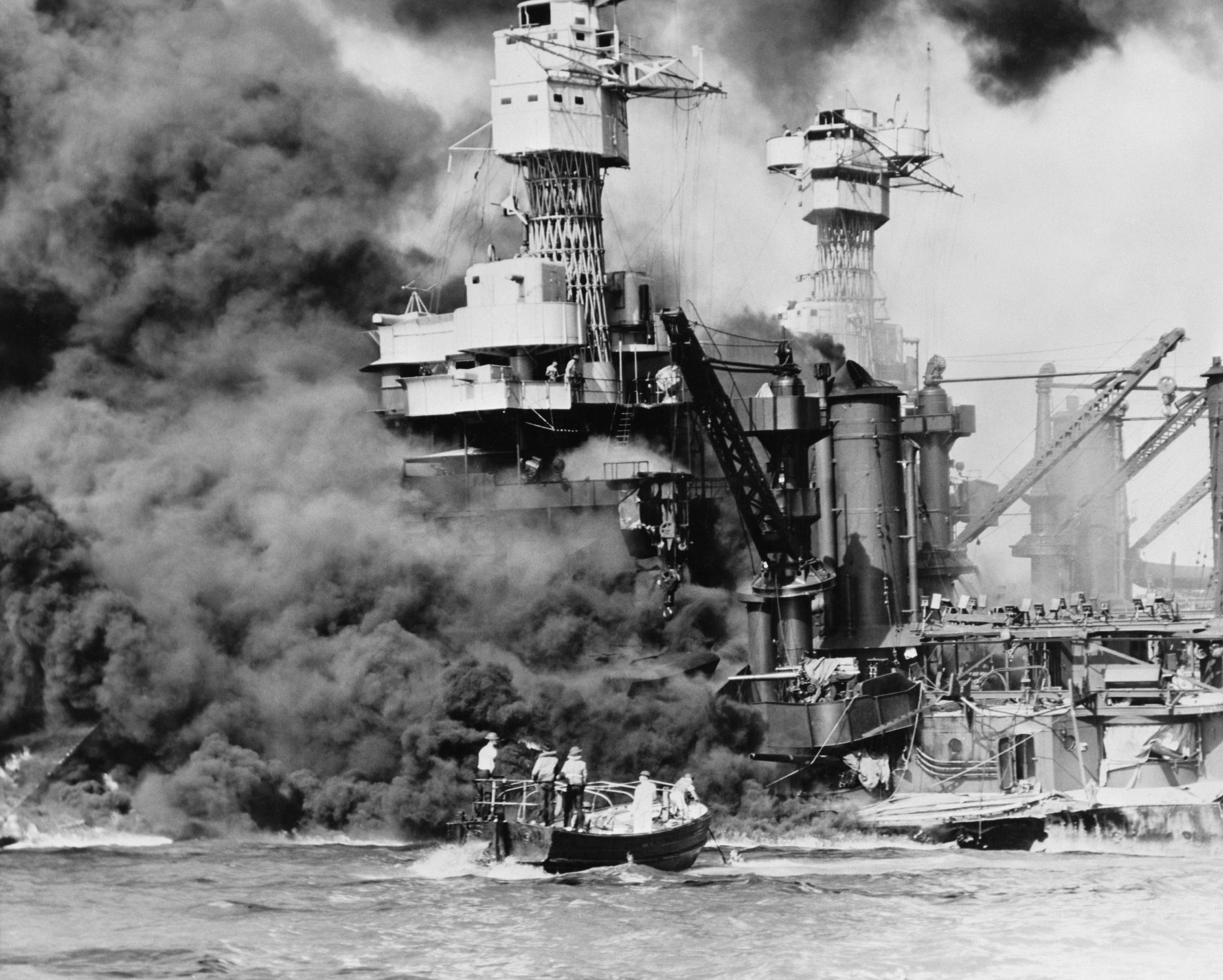
真珠湾攻撃で日本軍機の攻撃を受け
炎上する「ウエスト・ヴァージニア」

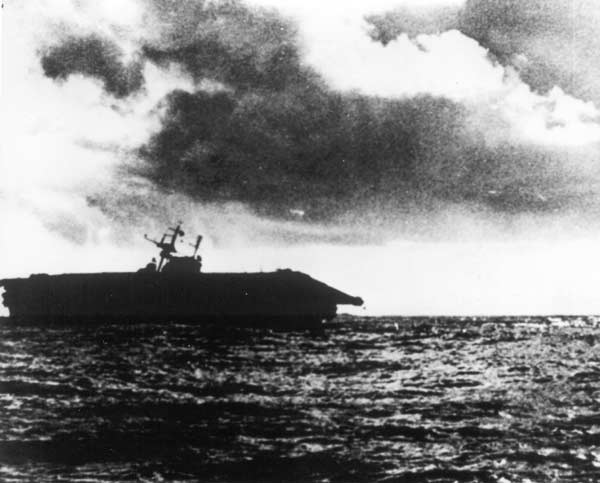
南太平洋海戦で日本軍機の攻撃を受け
沈没寸前で放棄された「ホーネット」

1940年（昭和15年）11月15日、横須賀海軍航空隊分隊長兼教官に着任。浅海面での魚雷発射の実験研究を担当した。魚雷の発射実験では深度12m以内に成功。1941年（昭和16年）8月25日、空母「龍驤」飛行隊長。9月27日、臨時・空母「赤城」飛行隊長兼分隊長。第一航空艦隊（通称・南雲機動部隊）航空参謀源田実中佐たっての希望で、雷撃の専門家として村田が真珠湾攻撃のために異動することになった。「赤城」機関長の反保慶文大佐によれば、村田は終始真摯果敢な猛訓練をやり、攻撃隊総隊長の淵田美津雄中佐も軍機中の軍機である真珠湾攻撃をこの男にだけは明かしていただきたいと上司に願い出たという。
10月15日、海軍少佐任官。11月、空母「赤城」飛行隊長。
1941年（昭和16年）12月8日、真珠湾攻撃に参加。太平洋戦争勃発。艦爆隊に先を越されるが、村田の艦攻隊は戦艦「ウエスト・ヴァージニア」、戦艦「オクラホマ」などを攻撃している。
その後も、南雲機動部隊はセイロン沖海戦などで連戦連勝を続けた。
1942年（昭和17年）6月5日、ミッドウェー海戦に参加。日本は作戦立案段階での慢心や南雲司令部の索敵ミス等が重なった結果、主力空母4隻を失って敗北する。村田は、大破炎上する空母「赤城」から辛くも生還。
7月、ミッドウェー海戦で壊滅した第一航空艦隊の後継部隊としての第三艦隊編成に伴い、空母「翔鶴」飛行隊長に着任。
1942年（昭和17年）8月24日、第二次ソロモン海戦に参加。しかし、出番のなかった九七式艦上攻撃機を指揮する村田は、第二航空戦隊の奥宮正武航空参謀に「艦爆ばかり出したから、折角やっつけた空母を逃がしたね」と皮肉を述べている。
1942年（昭和17年）10月26日、南太平洋海戦に参加。第一次攻撃隊を指揮して、米空母「ホーネット」を肉薄雷撃後に乗機が被弾炎上、そのまま同艦に突入し自爆。その様子は鈴木武雄・長曾我部明中尉によって報告され、1943年（昭和18年）1月、山本五十六連合艦隊司令長官の名で、彼の戦死と殊勲が全軍に布告された。3月、南太平洋海戦当時の第三艦隊（南雲機動部隊）司令長官で佐世保鎮守府司令長官に異動していた南雲忠一中将が村田の生家を弔問に訪れた。死後二階級特進で海軍大佐に昇進（昭和19年2月10日附）。

## 年譜
- 1909年（明治42年）
  - 4月9日- 長崎県南高来郡島原村（現・島原市）に生まれる
- 1927年（昭和2年）4月- 海軍兵学校に入校
- 1930年（昭和5年）11月 - 海軍兵学校を卒業
- 1932年（昭和7年）4月 - 海軍少尉任官
- 1933年（昭和8年）11月 - 霞ヶ浦海軍航空隊で飛行学生・海軍中尉任官
- 1934年（昭和9年）7月 - 館山海軍航空隊付
- 1935年（昭和10年）10月 - 空母「加賀」乗組
- 1936年（昭和11年）10月 - 霞ヶ浦航空隊教官・海軍大尉任官
- 1937年（昭和12年）7月 - 第十三航空隊分隊長として日中戦争（支那事変）に参加
  - 12月12日 - パナイ号事件発生
- 1938年（昭和13年）3月 - 第十二航空隊分隊長
  - 12月 - 空母「赤城」分隊長
- 1939年（昭和14年）10月 - 横須賀海軍航空隊付
- 1941年（昭和16年）8月25日 - 空母「龍驤」飛行隊長
  - 10月15日 - 海軍少佐任官
  - 11月 - 空母「赤城」飛行隊長
  - 12月8日 - 真珠湾攻撃
- 1942年（昭和17年）1月20日 - ラバウル攻略
  - 2月29日 - ダーウィン空襲
  - 4月5日 - セイロン沖海戦
  - 6月5日 - ミッドウェー海戦
  - 7月 - 空母「翔鶴」飛行隊長
  - 8月24日 - 第二次ソロモン海戦
  - 10月26日 - 南太平洋海戦で空母「ホーネット」攻撃後に戦死。享年34。